# Герб города Сан-Марино
Герб Сан-Марино представляет собой официальную символику столицы Сан-Марино. Основа герба окрашена в голубой цвет. На гербе изображены три башни, внизу имеется надпись: «LIBERTAS», что означает «СВОБОДА». Голубой цвет является символом свободы, белый символизирует мир.
Примечание:
Автором данного герба является путешественник, художник из Флоренции Арсен,Арсенио-Эспосито,в своё время художник бежал от преследования  Инквизиции из-за обвинения в садомии ,и словом<< LIBERTAS>> изображенном на гербе он хотел описать свою неприкосновенность в сан-марино.